# Louis d'Harcourt (général)
Louis Jacques Marie d'Harcourt, né le 2 mai 1922 à Toulon et mort le 21 août 2014 à Paris 15e, est un général de corps d'armée français.

## Historique
Louis d'Harcourt fait des études à l'école Saint-Louis-de-Gonzague à Paris. En octobre 1942, il intègre la promotion Croix de Provence de l'école spéciale militaire de Saint-Cyr alors transférée à Aix-en-Provence, en zone libre. L'école est fermée le 5 décembre 1942 par l'occupant allemand.
Sous-lieutenant en 1943, d'Harcourt est nommé lieutenant en Italie en 1944. 
En 1946, il est en Algérie au 1er régiment de hussards lorsque celui-ci devient aéroporté. 
D'octobre 1949 à septembre 1952, il sert en Indochine dans trois bataillons parachutistes à pied. D'abord dans le deuxième bataillon du 1er régiment de chasseurs parachutistes, il y commande la compagnie de marche. En 1950, il commande la 10e compagnie indochinoise parachutiste, compagnie de marche du premier bataillon de chasseur parachutistes composée d'indochinois du Tonkin. En avril 1950, il participe à l'opération « Adrien » de soutien aux montagnards H're (en) du sud de l'Annam qui, incorporés de force dans l'armée Viet-Minh, se sont mutinés. Il y perd un de ses chefs de section le lieutenant Paul Montiggiani. Passé capitaine, sa compagnie est intégrée le 1er octobre 1950 au 10e groupement parachutiste de chasseurs à pied. En octobre 1951, il participe à la bataille de Nghia Lo face à la 312e division vietminh.
En Algérie, il commande le 4e escadron du 1er régiment de hussards parachutistes à la tête duquel il est cité en mai 1958. Il est nommé commandant en 1959.
Il fait l'École supérieure de guerre. De 1965 à 1967, il commande le 13e régiment de dragons parachutistes.
Il devient colonel en 1967. Il est auditeur à l'Institut des hautes études de défense nationale de 1970 à 1971.
Il est nommé général de brigade en 1972 alors qu'il commande la 11e brigade motorisée de la 1re division blindée entre 1971 et 1973.
Il est adjoint au général inspecteur général de la défense opérationnelle du territoire en 1973, puis en 1975 directeur du cabinet du général Jean Simon, secrétaire général de la défense nationale. Il est élevé au grade de général de division en 1977, devient gouverneur militaire de Nancy, commande la 4e division blindée et la 61e division militaire territoriale entre 1977 et 1979. Il est désigné major régional de la 3e région militaire en 1979 et 1980.
Il commande la 2e région militaire  à Lille de 1980 à 1982 comme général de corps d'armée.
Il est créé Lieutenant de France de 1984 à 1999, puis Lieutenant de France émérite de l’ordre du Saint-Sépulcre de Jérusalem.[réf. nécessaire]

## Décorations
- Grand officier de la Légion d'honneur (2012), commandeur (1968)[10]
- Croix de guerre 1939–1945
- Médaille des évadés
- Silver Star Medal
- chevalier grand-croix de l'ordre du Saint-Sépulcre de Jérusalem, lieutenant de France d'honneur[réf. nécessaire]

## Vie familiale
- Il est fils du comte Armand d'Harcourt, vice-amiral et de la comtesse Renée de Salignac-Fénelon ;
- Il épouse en 1954 Hélène de Vogüé, pianiste, dont 4 enfants.